# 京花萌
京花 萌（きょうか もえ、1997年3月20日 - ）は、日本のAV女優、元グラビアアイドル。

## 経歴
AVデビューする前に地下アイドル、グラビアアイドルを活動した。
10代から撮影会モデルや、タレントとしてテレビ出演したり、引退まではグラビア活動をしていました。

## 作品

### イメージビデオ
- ヒーリング★ゆう（2013年10月23日、OHDOH）
- graduation（2015年3月31日、BNS）[3]

### アダルトビデオ

#### 2018年
- 芸能人kawaii*専属決定！グラビアタレント立花めいAVデビュー（6月17日、kawaii*）

- 初イキ！初潮吹き！初3P！芸能人の初体験尽くしイキまくり3本番（8月19日、kawaii*）
- むっちり肉感ボディ汗だく汁だく 芸能人の本気汁ダダ漏れグチョ濡れ性交 （9月22日、kawaii*）
- 制服アイドル集団痴漢レ●プ 満員電車で腰が砕け散るまでイっても終わらない無限ピストン輪姦（10月21日、kawaii*）

- @かほりん@10/22ライブ＃アカペラ＃弾き語り＃路上ライブ＃歌うま おい！！セクシー女優にいくんかい！かほりん！ツッコまさせていただくと同時に速攻ヌカせていただきます（7月27日、First Star）

- 想像以上に大人になった幼馴染のエロ過ぎる体でフル勃起！2 お互いの両親が旅行に行くので、年下の幼馴染が我が家にお泊りにやって来て2人きりで…（9月14日、Hunter）
- 変態素人男性宅にゴム無しOKの天然ゆるふわ美少女を派遣します。（9月15日、チキチキカマー/妄想族）
- あどけない少女が悦ぶ性交 （9月29日、S-Cute）
- 軽い気持ちで登録した女子○生円光倶楽部、実態は生ハメ中出し当たり前。オ* * ッサンの歪んだ性癖に従順に従うしかない10代の少女たち（12月22日、ホームルーム/妄想族）
- 真面目で気弱なメガネ図書委員は男子生徒や男性教師からのセクハラに逆らえず、ただひたすら我慢を続ける日々。毎日のように続くセクハラ行為に…（12月28日、アパッチ）

- 制服びしょ濡れ雨宿り 濡れ透け姉と友達の10人に襲われて中出ししまくった大雨の放課後（1月11日、ムーディーズ）

- おさげ髪の純朴制服美少女が羞恥心と肉欲に塗れながら豊満ボディで肉棒を貪り尽くす 立花めい（1月19日、オーロラプロジェクト・アネックス）
- ついカンニングをしてしまった優等生の弱みに付け込み教員たちが拘束輪●指導（2月1日、アパッチ）
- 狩られた女子学生（2月9日、オーロラプロジェクト・アネックス）
- 修学旅行で東京に来た田舎のお嬢様学生をレ○プ！1匹目に友達を呼び出させ女* 子○生輪●クルーズ！（2月20日、サディスティックヴィレッジ）
- さなぎ（3月22日、DARUMAX/妄想族）
- うちのいもうと（4月15日、GLORY QUEST）
- ディープキス手コキIII（8月5日、GLORY QUEST）

- 京花萌 むちむちデカ尻 神ブルマ ロリ美少女やぽっちゃり娘にピチピチブルマ＆体操着を着せ、ハミパン、ムレムレワレメを毛穴まで見えるほどの超ドアップ接写！さらに尻コキ、着衣お漏らし放尿やブルマぶっかけ等ブルマ好きに送る完全着衣フェチAV（12月23日、親父の個撮）

- 媚薬オイルマッサージ 痴●盗撮＆中出し素人娘VOL.36 超強力媚薬を配合したマッサージオイルを施術中に知らずに塗りこまれたオンナは、身体の火照りに驚き、チ○ポを欲しがる自分に戸惑い、垂れ出したマン汁に恥ずかしがりながらも生ハメ中出しまで欲してしまう！（2月10日、媚薬マッサージ）

- 姪っ子を預かったら… ぷりっぷりW巨乳サンドイッチで10発もいたずら射精させられた叔父の私…。（2月11日、E-BODY）
- アルバイトの巨乳学生の夢は妹系声優 （2月26日、バビロン/妄想族）
- ストーキング盗撮#1（3月3日、素人39）
- ネズミ講式非道の連鎖 下校中のお嬢様学校の女子〇生 巻き添えレ○プ3 「自分だけ不幸だと明日から学校いけないよね？嫌いな子をもっと酷い目に合わせちゃいなよ？」（3月10日、サディスティックヴィレッジ）
- アルバイトの巨乳学生の夢は妹系声優 （3月31日、バビロン）
- 可愛い保育士さん 童貞クンにオッパイ吸わせてもらえませんか？母性溢れる授乳手コキで勃起したチ〇ポを聖母様が生挿入 そのまま中出しで筆おろしさせてくれました（4月7日、アイエナジー）
- 副店長おすすめ（4月12日、マーキュリー）
- 私、脱いだらスゴいんだから 今まで女として意識していなかった幼馴染がいつの間にかスゴいボディに成長していて大コーフン（4月21日、アイエナジー）
- 高級メンズエステのエステ嬢は押しに弱い純朴な女学生 六本木高級メンズエステに上京したての女学生が大量流入（4月21日、SOSORU×GARCON）
- 鮮明に見える美○女たちのパンティ染み ぐちゅぐちゅ指ズボッオナニー 「ああんっ・・・いっぱいイクとこ見てほしいのぉ」大好きなアナタに送る自撮り（4月26日、S級素人）
- おふたりさまナンパ12 シロウト娘ナンパ狩り No64（5月6日、プレステージ）
- アナルのシワの数までハッキリわかる ノーモザイク連続絶頂アナル見せオナニー10（5月26日、アイエナジー）
- ハメ撮りしちゃいました 日常では見れない 美女のハメ撮り No1（6月3日、プレステージ）
- ブルマ穿いて欲しいんでしょ この変態さん3 どうしてもお兄ちゃんとエッチしたいブラコン女子〇生の妹が、兄の隠していたブルマ体操着を発見（7月21日、プレステージ）